# Bell 47
Bell 47 – pierwszy na świecie śmigłowiec przeznaczony do użytku cywilnego. Śmigłowiec produkowany był przez Bell Helicopter Textron począwszy od 8 marca 1946 roku, kiedy firma otrzymała pozwolenie na jego produkcję. W latach 1946–1974 wyprodukowano ponad 5600 jego egzemplarzy, z czego 1200 wyprodukowano na licencji we Włoszech, 239 w Japonii oraz 239 w Wielkiej Brytanii.
Śmigłowiec był również wykorzystywany przez armię amerykańską pod nazwą H-13 Sioux, głównie w celach szkoleniowych lub rozpoznawczych. H-13 brał udział m.in. w wojnie koreańskiej.